# Нахабіно (станція)
Наха́біно (рос. Нахабино) — залізнична станція Ризького напрямку Московської залізниці, у складі лінії МЦД-2. Розташована в однойменному селищі Московської області. У складі Московсько-Смоленського центру організації роботи залізничних станцій ДЦС-3 Московської дирекції управління рухом. За основним характером роботи є вантажною, за обсягом роботи віднесена до 2-го класу. Відноситься до 4-ї тарифної зони. Розташована за 33 км від Москва-Ризька. Час в дорозі до станції Москва-Ризька — 45 хвилин.

## Пасажирське сполучення
Станція має безпересадкове пасажирське сполучення з Курським напрямком. У західному напрямку — безпересадкове сполучення здійснюється до станції Шаховська, на схід — до станцій Москва-Ризька та Серпухов.
Через станцію курсують 72-73 пари електропоїздів на добу, для 20 пар станція є кінцевою.
Станція облаштована трьома високими острівними платформами, які сполучені пішохідним мостом з селищем, має чотири пасажирські колії.
До/зі станції є можливість здійснити пересадку на автобусні маршрути № 22, 23, 29, 827.